# Mitología judía

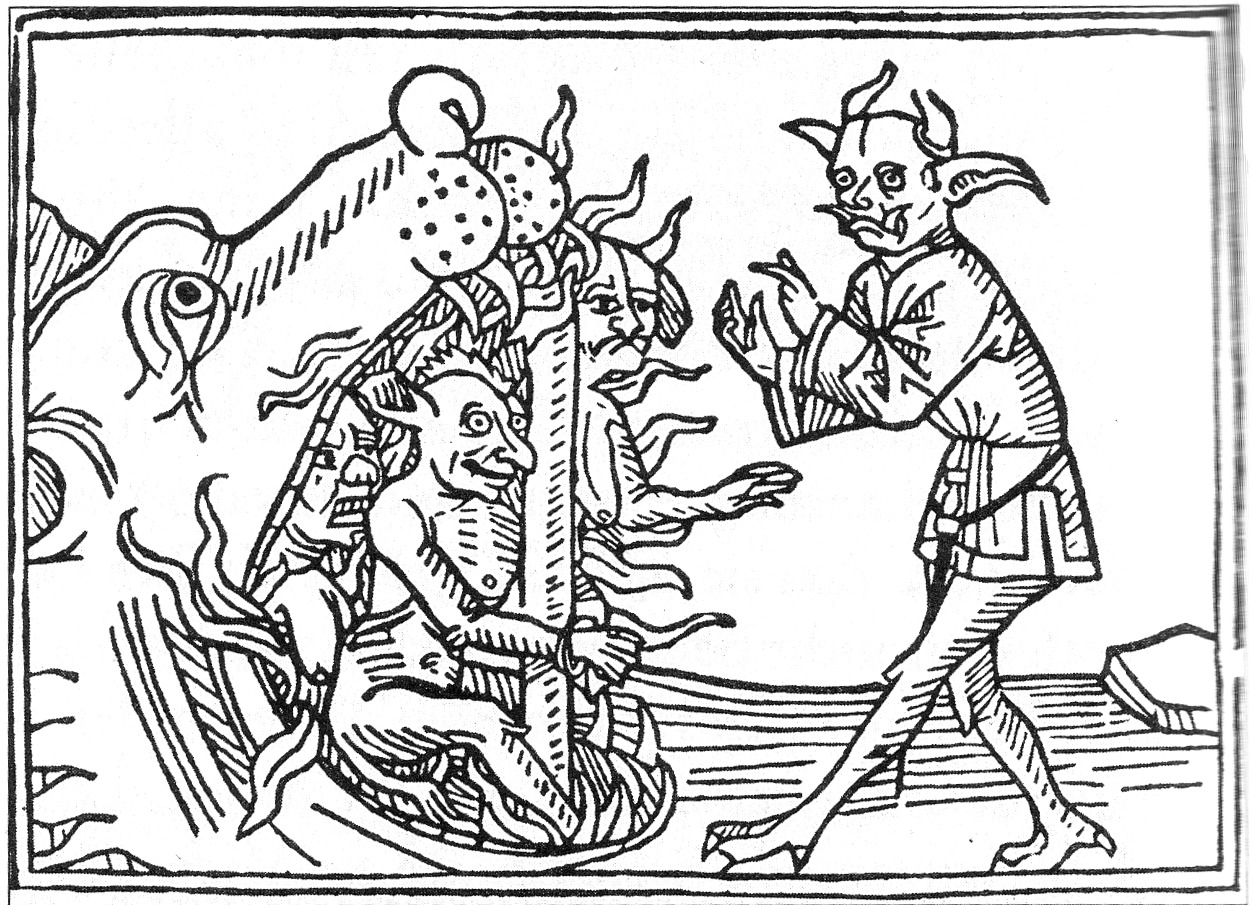
Belial. Grabado en madera, Augsburgo 1473 (del "Léxico de monstruos, fantasmas y demonios" de Félix Bormann)

La mitología judía se compone de las narraciones sagradas y tradicionales vinculadas a la religión judía, mientras que el «folclor judío» consistiría en los cuentos populares y leyendas que encontramos en la cultura judía. Realmente, es muy escaso el folclor primitivo conservado distinto a la literatura agadá. No obstante, mitología y folclor han sobrevivido y se han extendido entre la población judía en todas las épocas de su historia.

## En el «Tanaj»
El Tanaj (la Biblia hebrea) está formado por los textos fundacionales del judaísmo. Contiene todas las creencias sagradas judías desde la creación del mundo hasta la formación del estado hebreo y la posterior esclavitud de los hebreos, incluyendo las intervenciones del Dios Yahveh, sus mandamientos, leyes, condiciones para los rituales y milagros contenidos en la Torah, y el largo relato histórico que relata la trayectoria de la nación de Israel retrotrayendo la historia de las doce tribus hasta Adán y Eva.
Mientras que la gran mayoría de los mitos mundiales tienen lugar antes del comienzo de la historia escrita de sus pueblos, el grueso de la Tanaj constituye un registro de la historia judía, y tan sólo una pequeña parte trata de sucesos prejudíos. Mientras que la Tanaj contiene una considerable cantidad de conocimientos que podemos calificar como «narrativa sagrada en el sentido de que contribuye a un sistema de pensamientos y valores, y a que la gente se vincule religiosa o espiritualmente a él», también contiene información de valor estrictamente práctico como códigos de construcción, regulaciones acerca de la higiene y la dieta, finanzas, unidades de medida y otros. De hecho, el texto considerado espiritual por excelencia por la sociedad moderna, la Cábala judía, no aparece hasta el período mishnaico, y no fue considerado parte del sistema religioso hasta la Edad Media.
Incluso si aceptamos interpretar la mitología como folclor, la naturaleza de las tradiciones judías o minhag que constituyen la «entidad transmisible» raramente llegan hasta el período de la Tanaj.
La «cultura material» del judaísmo está ordenada por normas generales o Halajá, que incluyen la mezuzá como ejemplo más primitivo, y los filacteria como lo más conocido. Ninguno son considerados «artefactos folclóricos» ya que ambos fueron transcritos por escribas cualificados.
Aunque la «conducta» se deriva del Tanaj, para los judíos, los numerosos rituales que podrían ser considerados folclor no pueden ser realizados debido a la falta del lugar designado, el Templo de Jerusalén. Estos rituales han sido reemplazados por otros, que muestran pocas similitudes con los mitos y folclor de otras sociedades.

## En el Talmud
La tendencia judía a adoptar las prácticas paganas de sus vecinos, pese a haber sido denunciada por los profetas, volvió con fuerza durante el período talmúdico. Sin embargo, apenas hubo adopción de mitos durante los períodos talmúdico y midráshico, cuando comenzó la emergencia del misticismo en las escuelas cabalísticas. Un aspecto fue la aparición de los Shedim, demonios que se convirtieron en omnipresentes para los judíos, sobre todo tras el invento de la imprenta, que permitió a la mayor parte del pueblo judío el acceso al estudio del Talmud.
Algunos rabinos llegaban a compartir estas creencias populares. Existe un catálogo de predicción a través de los sueños en Ber. (55 et seq.) y el rabino Johanan afirmaba que estos sueños eran auténticos si eran soñados por la mañana o por otros acerca de nosotros o repetidos. Rabbi Meïr declara que los sueños ni ayudan ni hieren.
Un ejemplo de típica mitología en el Talmud (חולין נט ע"ב - ע"ב, Chullin 59b) aparece en una discusión acerca de un ciervo y un león gigantes procedentes ambos de un bosque mítico llamado Dvei Ilai. El ciervo recibe el nombre de keresh y el león el de tigris, y se dice que el león era tan grande que entre los lóbulos de su pulmón había 9 pies (2,70 metros) de distancia. Según el propio texto, el emperador romano Adriano pidió una vez a un rabino que le enseñara ese león, ya que todos los leones podían matarse, pero el rabino se negó, afirmando que este no era un león normal. El César insistió, así que el rabino llamó al león de Dvei-ilai. El león rugió desde una distancia de 400 amot y las murallas de Roma se estremecieron. Avanzó entonces 300 amot y volvió a rugir y los incisivos y las muelas de los romanos cayeron. La historia no puede interpretarse literalmente, pero es un típico ejemplo de una serie de historias mitológicas encontradas en el Talmud y que son una fuente común para la exégesis judía.
Las autoridades del Talmud parecen estar particularmente influenciadas por la concepción popular en el caso de la medicina popular. La creencia en el mal de ojo estaba muy extendida en época talmúdica y era habitual la creencia en las profecías, aunque en ocasiones se reconocía su mero carácter de creencias populares. Así, mientras se afirma que trae mala suerte hacer las cosas dos veces, como comer, beber o lavar, Rabbi Dunai reconocía que esta era una tradición antigua. Una importante cuestión mencionada en el Talmud es la de plantar árboles para celebrar nacimientos y entretejerlos para formar una jupa cuando se casan. Esta tradición tiene orígenes persas[cita requerida] y es conocida igualmente en la India.

## Seres y personajes mitológicos
- Dybbuk
- Shedim
- Golem
- Leviathan
- Behemot
- Ziz
- Nefilim
- Grigori
- Rahab
- Chalkydri
- Qlifot
- Lilith
- Eisheth Zenunim
- Asmodeo
- Metatrón
- Raziel
- Bruja de Endor
- Merkabá
- Yosef de la Reina